# تاسکریوت
تاسکریوت (به عربی: تاسکریوت) یک شهرداری در الجزایر است که در استان بجایه واقع شده‌است.